# Simon Stewart
Simon Andrew Stewart (Leeds, 1º novembre 1973) è un ex calciatore inglese, di ruolo difensore.

## Carriera
Esordisce tra i professionisti nella stagione 1990-1991, all'età di 17 anni, con lo Sheffield Weds, con cui gioca una partita nella seconda divisione inglese, conquistando una promozione in prima divisione e vincendo una Coppa di Lega. Rimane in rosa nel club anche nelle cinque stagioni successive, trascorse integralmente in prima divisione, giocando però in modo abbastanza sporadico: la stagione in cui gioca con maggiore continuità è la 1992-1993, nella quale gioca 6 partite di campionato in prima divisione. Nel 1995, dopo un'ulteriore presenza in Coppa di Lega, gioca invece una partita in Coppa Intertoto, per poi trascorrere un breve periodo in prestito allo Shrewsbury Town, con cui gioca 5 partite in terza divisione, tornando successivamente allo Sheffield Wednesday, che lascia al termine della stagione 1995-1996.
Tra il 1996 ed il 1998 milita nel Fulham, con cui nella stagione 1996-1997 gioca 4 partite in quarta divisione (tutte concentrate tra l'8 febbraio e il 1º marzo 1997). Rimane nei Cottagers anche nella stagione 1997-1998, trascorsa in terza divisione, nella quale non gioca però nessuna partita ufficiale. A fine stagione si accasa ai semiprofessionisti del Kingstonian: fatto salvo per un breve periodo in prestito al Woking (dal 23 agosto 1998 al 23 settembre 1998) rimane nel club fino al termine della stagione 2004-2005, giocando prima in Conference League (quinta divisione e più alto livello calcistico inglese al di fuori della Football League) e successivamente in Isthmian League (sesta divisione); con la maglia del Kingstonian vince inoltre l'FA Trophy per due stagioni consecutive (1998-1999 e 1999-2000)

## Palmarès

### Club

#### Competizioni nazionali
- Coppa di Lega inglese: 1

Sheffield Wednesday: 1990-1991
- FA Trophy: 2

Kingstonian: 1998-1999, 1999-2000